# Elepuukahonua
Elepuukahonua (havajski Elepuʻukahonua) ili Olepuukahonua (Olepuʻukahonua) bio je veliki poglavica havajskog ostrva Oahua, potomak tahitskog čarobnjaka Mavekea koji je došao na Oahu i podigao hram.
Njegovi roditelji su bili poglavica Kumuhonua (sin Mulielealiija) i njegova supruga, čije je ime nepoznato.
Čini se da je Elepuukahonua bio najstariji sin svog oca, a imao je trojicu braće.
Supruga Elepuukahonue bila je poglavarka Hikilena. Njihov sin je bio Kahokupohakano, čija je žena bila Kaumana II. Sin te žene i Kahokupohakanoa bio je veliki poglavica Navele.
Nakon šta je Elepuukahonua umro, nasledila ga je nepoznata ličnost, koju je potom nasledio Navele.